# Schach-Echo
Schach-Echo – niemieckie czasopismo szachowe o charakterze dwutygodnika, następnie przekształcone w miesięcznik, założone w 1932 roku w Königstein przez Otto Katzera. W trakcie II wojny światowej działalność jego została zawieszona. Ponownie ukazało się w 1952 roku. Obecnie jest redagowane przez Gerharda Katzera.